# Frederic Austin
Frederic Austin (* 30. März 1872 in London; † 10. April 1952 ebenda) war ein englischer Opernsänger (Bariton) und Komponist.

## Leben
Nach Privatunterricht in Komposition und Orgelspiel in Birkenhead wirkte Austin zunächst dort als Organist und lehrte am Liverpool College of Music. Dort traf er mit Cyril Scott zusammen, über den er mit weiteren englischen Komponisten, insbesondere Balfour Gardiner, Percy Grainger, Roger Quilter, Arnold Bax, Frederick Delius, Ralph Vaughan Williams und Gustav Holst in Verbindung kam.
1906 gab er seine Lehrtätigkeit auf und machte sich zunehmend als Bariton-Solist einen Namen, so sang er 1908 in Covent Garden unter Hans Richter im Ring des Nibelungen. Weitere Auftritte u. a. unter Thomas Beecham führten ihn auch auf den europäischen Kontinent. Austins sängerische Schwerpunkte lagen neben Wagner auf Musik seiner Zeitgenossen, beispielsweise den Werken von Claude Debussy (Pelléas et Mélisande), Richard Strauss (Feuersnot, Elektra) oder Arnold Schönberg. 1924 bis 1929 leitete er die British National Opera Company als Künstlerischer Direktor. 
Austin trat auch als Komponist hervor, u. a. mit einer Sinfonie e-Moll (1913), zwei Konzertouvertüren, einem Concertino für Klavier und weiteren Orchesterwerken, etwa der Rhapsodie Spring (1907). Außerdem schrieb er Kammermusik, Lieder sowie Bühnen- und Filmmusiken. Frederic Austins Neubearbeitung der The Beggar’s Opera von John Gay und Johann Christoph Pepusch wurde zwischen 1920 und 1923 1463 Mal in London aufgeführt.
Sein Bruder Ernest Austin war ebenfalls als Komponist tätig.